# اشلی بال (بازیکن هاکی)
اشلی بال (انگلیسی: Ashleigh Ball؛ زادهٔ ۲۵ march ۱۹۸۶ (۳۸ سال)) بازیکن هاکی روی چمن اهل بریتانیا است.
او مدالیست برنز المپیک است و عضو تیم هاکی انگلیس است.

## نابع
- مشارکت‌کنندگان ویکی‌پدیا. «Ashleigh Ball (field hockey)». در دانشنامهٔ ویکی‌پدیای انگلیسی، بازبینی‌شده در ۲۵ مه ۲۰۲۱.